# Phragmatobia maculosa
Phragmatobia maculosa là một loài bướm đêm thuộc phân họ Arctiinae, họ Erebidae.